# Cpt. Kirk &.
Cpt. Kirk &. waren in den 1980er und 1990er Jahren eine Hamburger Musikgruppe. Sie gehört neben Kolossale Jugend und Ostzonensuppenwürfelmachenkrebs zu den stilprägenden Bands der sogenannten Hamburger Schule.

## Geschichte
Die Band wurde 1984 von Tobias Levin, Christoph Meier und Matthias Geisler im schleswig-holsteinischen Kreis Pinneberg als Cpt. Kirk & his incredible Lovers gegründet. 1985 erschien ein erstes Stück als Beitrag zum Kassetten-Sampler Nuvox – Nichts ist sicher, ihren ersten großen Auftritt hatte die Band als Vorgruppe von The Jesus and Mary Chain in der Hamburger Markthalle.
1986 kürzte die Band ihren Namen ein, ergänzte sich um Wiebke Linneweber an den Keyboards und produzierte ihr Debütalbum Stand Rotes Madrid, mit einer Mischung aus deutschen und englischen Texten. Die Aufnahmen entstanden im Studio der Brüder Chris und Carol von Rautenkranz, Schulkameraden von Levin und später Betreiber des Labels L’age d’or. Zum Jahresende tourten sie gemeinsam mit dem Gun Club durch Deutschland. In den Spex-Leserpolls wurden sie zur besten Newcomer-Band 1986 gekürt.
Eine Nervenerkrankung von Levin zwang die Band, sich zu verändern – einige Muskeln seiner linken Hand schwanden und Levin konnte manche Akkorde nicht mehr greifen. Wiebke Linneweber verließ die Band wieder, Levin spielte 1988–1989 zeitweise bei der Band Die Erde – zusammen mit Einflüssen von Bands und Musikern wie A Tribe Called Quest, Robert Wyatt oder Talk Talk und der Entscheidung für ausschließlich deutsche Texte entstand ein für die Band neuer Sound. Erst ab 1991 spielte die Band wieder live, unter dem Motto „Verfolge den Prozeß, Publikum“ auch in einer Konzertreihe gemeinsam mit Brüllen und Blumfeld, wobei sie Songs von Robert Wyatt coverten.
Im Frühjahr 1992 erschien nach über fünf Jahren Arbeit die LP Reformhölle. Mit Gästen wie Johann Popp an den Keyboards oder Jochen Distelmeyer als Sänger und Trompeter entstand ein Sound, der eher klavier- als gitarrenbetont war und sich am Jazz ebenso orientierte wie an „Laughing Stock“ von Talk Talk. Zusammen mit dem fast gleichzeitigen Erscheinen des Blumfeld-Debüts Ich-Maschine veranlasste das Album Thomas Groß in einem taz-Artikel, den Begriff Hamburger Schule zu prägen.
Ein letztes Album, Round About Wyatt erschien 1994. Die Co-Produktion mit der österreichischen Band The More Extended Versions enthielt zahlreiche Cover-Versionen und kreiste um das Werk von Robert Wyatt.
Die Band hat sich formal nie aufgelöst, sondern stellte ihre Arbeit allmählich ein. Levin begann, als Produzent zu arbeiten, und baute ein eigenes Studio auf, die anderen Bandmitglieder kehrten in ihre bürgerlichen Berufe zurück. 2000 kam es zu einer kurzen Deutschlandtournee, auf der die Band auch neue Stücke präsentierte. Eine für Ende 2002 angekündigte Veröffentlichung erschien jedoch nicht.

## Rezeption
Cpt. Kirk &. gelten als eine der „Kernbands der Hamburger Schule“, die sowohl Blumfeld, Die Sterne als auch Tocotronic beeinflusst haben. Bereits das Debütalbum „stand rotes madrid“ gilt heute als „einer der Klassiker der Hamburger Schule“.
In einem Rückblick für die Zeit nennt Andi Schoon 2006 die LP Reformhölle seine Lieblingsplatte, einen „stilbildenden Koloss“, und beschreibt sie mit den Worten „Levins hohe Stimme nimmt den Wechsel im Gleitflug, sie verwischt die Struktur und dehnt die Metren. Dazu spielt der Bass weite Bögen, und das Schlagzeug treibt sein eigenes, entfesseltes Spiel“. Er charakterisiert sie als „Undergroundrock […] mit reichem historischen Hintergrund […] Vom Jazz ist die emanzipierte Rhythmusgruppe entliehen, im Gesang tauchen Hip-Hop-Phrasierungen auf, manche Klavierpassage erinnert an die Minimal Music, dazu rauscht ein romantisches Melodienmeer.“.
Birgit Reuther beschrieb das Album 2017 als „immerwährenden Bezugspunkt für all jene Musiker, die gern quer denken in Sachen Sound und Lyrik“.

## Diskografie
- 1986: Stand Rotes Madrid (LP + CD)
- 1991: Geldunter (7″)
- 1992: Reformhölle (LP + CD)
- 1994: Round About Wyatt (mit The More Extended Versions) (CD)

### Beiträge zu Kompilationen
- 1985: Heavenly Kick for Paradise auf Nuvox – Nichts ist sicher (Independance)
- 1987: Windfall auf Gore Night Show (WhiteNoise)
- 1990: Bad Saalschlacht auf Geräusche für die 90er (What’s So Funny About)
- 1992: Draußen ist freundlich auf Eine eigene Gesellschaft mit eigener Moral (What’s So Funny About)
- 1995: Puscher auf Sturm und Twang! (Big Cat Records)